# Veduta

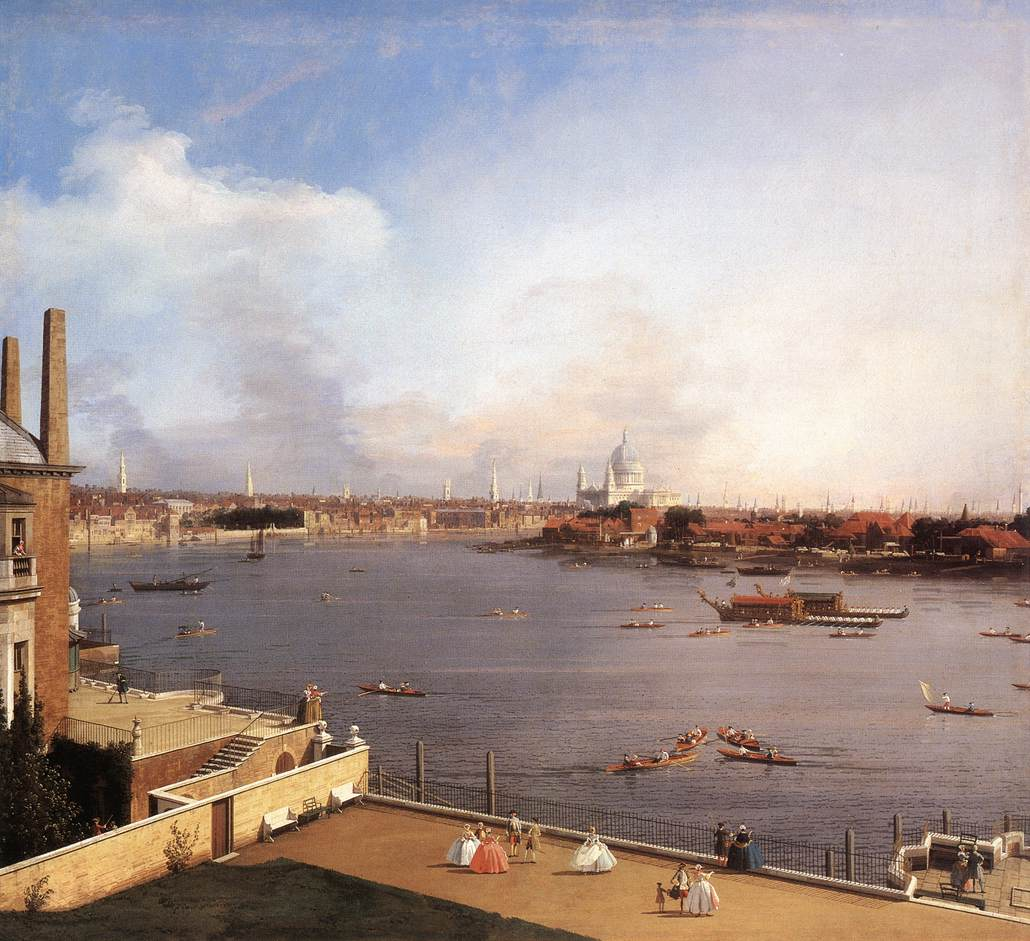
De Theems vanaf Somerset House: een klassieke veduta door Canaletto, 1747.

Een veduta (Italiaans: overzicht, meervoud vedute) is een zeer gedetailleerd schilderij, gewoonlijk op groot formaat, van een stadsgezicht of ander vergezicht.
Dit genre in de landschapsschilderkunst ontstond in Vlaanderen, waar kunstenaars als Paul Bril reeds in de 16e eeuw vedute schilderden. In de 17e eeuw specialiseerden Nederlandse schilders zich in gedetailleerde en herkenbare stadsgezichten en landschappen die beantwoordden aan het gevoel van lokale trots bij de rijke Nederlandse middenklasse. Een archetypisch voorbeeld is Johannes Vermeers Gezicht op Delft. Jan van der Heyden en Jan Ekels de Oude schilderden veel stadsgezichten. Weinig bekend in Nederland is de in Amersfoort geboren Caspar van Wittel die in zijn nieuwe vaderland Italië het voorbeeld werd van een groep navolgers, de vedutisten, waarvan Giovanni Paolo Pannini en Canaletto de bekendste zijn.     
Toen de Grand Tour-rondreis enigszins algemeen werd, herinnerden vedute van bekende plekken als het Forum Romanum en het Canal Grande de Engelse aristocratie aan hun avontuurlijke reizen op het continent. Rond het midden van de 18e eeuw raakte Venetië bekend als het centrum van de vedutisti. De beroemdste beoefenaars van het genre behoorden tot de Canal en Guardi-families van Venetië. Sommigen van hen gingen naar belangrijke Europese hoofdsteden. Zo ging Canaletto bijvoorbeeld naar Londen en diens neef Bernardo Bellotto naar Dresden en Warschau.
In andere delen van het het 18e-eeuwse Italië ontstonden eigenaardige variaties van het genre. Giovanni Paolo Pannini was de eerste vedutakunstenaar die zich toelegde op het schilderen van ruïnes. Later veranderden Pannini's vedute in geheel of gedeeltelijk gefantaseerde voorstellingen die capricci en vedute ideate genoemd werden. Giovanni Battista Piranesi was de belangrijkste meester van de vedute ideate etsen. Zijn topografische serie, Vedute di Roma, werd in enorme oplage gedrukt.
Later in de 19e eeuw verdrongen persoonlijke "impressies" van stadsgezichten de behoefte aan topografische nauwkeurigheid, waarin nog wel werd voorzien door geschilderde en later gefotografeerde panorama's.